# Dov Freiberg
Dov Freiberg, nato Berek Freiberg (Varsavia, 15 maggio 1927 – Ramla, marzo 2008) è stato un superstite dell'Olocausto e scrittore polacco naturalizzato israeliano, uno dei pochi superstiti del campo di sterminio di Sobibór.

## Biografia
Dov Freiberg nacque a Varsavia nel 1927 da Moshe Freiberg e Rebecca (scritto anche Rivka o Riwka) Horowitz. Aveva due fratelli, Mordekhai (nato nel 1925) e Yaakov (1930), e una sorella, Devorah (o Dvora, 1923). Visse i primi anni della sua infanzia nella zona industriale di Łódź, poiché suo padre lavorava in una fabbrica della città.
All'inizio dell'occupazione nazista, nel settembre 1939, suo padre e uno dei suoi fratelli tentarono di fuggire verso est, ma il padre venne ucciso dai tedeschi durante il tentativo, nella città di Pruszków.
Pochi mesi dopo Dov, la madre e i tre fratelli si trasferirono a Varsavia, nella casa dei nonni materni, situata nel ghetto ebraico che era stato istituito nel novembre del 1940. Un anno dopo, nell'autunno del 1941, quando le condizioni del ghetto erano peggiorate e decine di migliaia di suoi abitanti erano morti o erano stati uccisi, Dov decise di fuggire, con l'aiuto di un contrabbandiere, alla volta della città di Turobin, nel voivodato di Lublino, dove la sua famiglia paterna, assieme ad altri ebrei, viveva in una situazione di relativa tranquillità, almeno fino al 17 maggio 1942, quando la città fu improvvisamente occupata dalle SS e dalle guardie ucraine. La maggior parte degli ebrei della città, insieme a quelli di altre città vicine, furono deportati nel campo di sterminio di Sobibór, compreso Freiberg.
Al suo arrivo al campo, Freiberg fu costretto a entrare nel gruppo dei Sonderkommando, che avevano il duro compito di effettuare tutte quelle operazioni legate all'uso delle camere a gas; in particolare, Freiberg dovette smistare i vestiti e i beni delle vittime. Fu poi costretto a svolgere altre mansioni, tra cui tagliare i capelli alle donne destinate alle camere a gas o pulire le scarpe delle guardie ucraine. Nell'ottobre del 1943 partecipò alla rivolta dei prigionieri di Sobibor e riuscì a fuggire nei boschi vicini, unendosi all'unità partigiana di Joseph Serchuk fino a quando l'esercito sovietico liberò la regione nel luglio 1944.
Tutta la famiglia di Dov, compresi la madre e i tre fratelli, furono uccisi durante l'Olocausto. Dopo la guerra tornò a Łódź per un breve periodo e da lì si trasferì in Germania, dove incontrò la sua futura moglie, Sarah, una rifugiata dell'Unione Sovietica. In seguito andarono a vivere in Israele, dove Freiberg combatté nella guerra d'indipendenza israeliana. Durante il servizio militare nacquero le sue figlie Rivkah e Yael.
Nel 1961 testimoniò al processo contro Adolf Eichmann, nel 1965 a quello tenutosi ad Hagen contro gli ufficiali delle SS processati per i crimini commessi a Sobibor, e nel 1986 al processo contro John Demjanjuk.
Freiberg morì in Israele nel marzo 2008, pochi mesi dopo la moglie Sarah, defunta alla fine del 2007.

## Opere
- Relic from Sobibor (in ebraico: שריד מסוביבור), pubblicato nel 1988, racconta la sua storia dallo scoppio della Seconda guerra mondiale fino al giorno del suo arrivo in Israele.
- Journey to the Past con Gefen Shibolim, pubblicato nel 1993, descrive il suo ritorno a Sobibor assieme ad un gruppo di studenti delle scuole superiori nel 1991, 48 anni dopo la sua fuga dal campo.
- Be one person, pubblicato nel 1996, racconta la sua vita in Israele come sopravvissuto dell'Olocausto e la sua testimonianza al processo Eichmann.
- Between Two Worlds, pubblicato nel 2001, racconta la dualità della sua vita, divisa in prima e dopo l'Olocausto.